# Rai Gulp
 (décembre 2012).
Rai Gulp est une chaîne de télévision italienne appartenant à la Rai. 
Elle est disponible sur la télévision numérique terrestre dans les secteurs couverts par le multiplexeur Rai 3 et la télévision numérique par satellite. Les programmes sont conçus pour un public d'adolescents et d'enfants. La coordination de la chaîne est contrôlée par la propriété Rai Ragazzi, qui traite aussi avec le canal Rai YoYo.

## Histoire de la chaîne
Rai Gulp est lancé le 1er juin 2007 sur les fréquences de Rai Doc et Rai Futura, fermées peu de temps avant son lancement.
Du 27 octobre 2008 au 17 mai 2010 était également disponible Rai Gulp 1 diffusant les mêmes programmes que Rai Gulp retardés d'une heure.
À l'automne 2010, la programmation de la chaîne change légèrement, élargissant ses programmes aux 10-17 ans avec de nouvelles séries et dessins animés.

## Identité visuelle

### Logos

Logo de Rai Gulp du 18 mai 2010 au 10 avril 2017.
Logo de Rai Gulp depuis le 10 avril 2017.
Logo de Rai Gulp HD depuis le 10 avril 2017.

## Programmes

### Programmes
- Gulp Cinéma
- Gulp Fille
- Gulp Musique
- Fox Kids
- Jetix

### Série TV
- Violetta
- Grachi
- A ritmo tutto
- Woolfblood - Sangue di lupo
- Victorieux
- Somos tú y yo
- Soy Luna
- Heure De Pointe
- Maggie et Bianca
- Maghi contro alieni
- Spooksville
- Les Sorciers de Waverly Place
- Bia

### Dessins animés
- Kung Fu Panda - mitiche avventure
- Les Nouvelles Aventures de Peter Pan
- Mia et moi
- Le Livre de la jungle
- Ultimate Spider-Man
- Les Supers Nanas
- Winx Club
- ‘’Pretty Cure (rediffusions)
- Le Monde des Winx
- Randy - Un ninja dans classe
- Mini Ninjas
- Monster Allergy
- Digimon
- Titeuf
- Kirby
- Sailor Moon Crystal
- Heidi
- Mermaid Melody Pichi Pichi Pitch

## Diffusion
Rai Gulp est disponible en Italie sur la télévision numérique terrestre et sur la télévision numérique par satellite mais aussi par câble en Suisse via l'opérateur Naxoo (canal 22) et en streaming sur le site Rai.tv.